# Saint-Adjutory
 Saint-Adjutory  là một xã ở tỉnh Charente phía tây nước Pháp. Xã này có diện tích 14,04 km², dân số năm 1999 là 349 người. Khu vực này có độ cao 226 mét trên mực nước biển.